# Astracantha oleifolia
Astracantha oleifolia är en ärtväxtart som först beskrevs av Dc., och fick sitt nu gällande namn av Dieter Podlech. Astracantha oleifolia ingår i släktet Astracantha och familjen ärtväxter. Inga underarter finns listade i Catalogue of Life.